# Frank Mouris
Frank Mouris (* 6. September 1944 in Key West, Florida) ist ein US-amerikanischer Filmregisseur und Animator.

## Leben
Mouris studierte Architekturwissenschaft an der Harvard University, Grafikdesign an der Yale University und Spielfilmproduktion am American Film Institute. Im Jahr 1966 heiratete er Caroline Ahlfors, die wie er am AFI studierte. Gemeinsam gründeten sie 1972 die Filmproduktionsfirma Frank Films und produzierte und drehten ihren ersten experimentellen Kurzfilm Frank Film, der über zwei parallel laufende Tonspuren und Bildcollagen das Leben von Frank Mouris rekapituliert. Frank Film wurde 1974 mit einem Oscar in der Kategorie Bester animierter Kurzfilm ausgezeichnet und 1996 als „besonders erhaltenswert“ in das National Film Registry aufgenommen. Zudem erhielt er 1973 den Cristal d’Annecy auf dem Festival d’Animation Annecy. Mit Frankly Caroline übertrugen die Mouris’ 2000 das Konzept von Frank Film auf Caroline Mouris.
Nach dem Oscargewinn folgten weitere experimentelle Animationsfilme, darunter zwei Dokumentarfilme in Stop-Motion, sowie mit Anfängerglück 1986 auch ein Langspielfilm. Zudem animierten sie Werbefilme für Levis Shirts (1980) und PETA und arbeiteten für die Sesamstraße, MTV, Nickelodeon u. a. als freie Mitarbeiter.

## Filmografie
- 1973: Frank Film
- 1973: Tennessee Sampler[3]
- 1975: Coney
- 1975: Screentest
- 1978: Impasse
- 1978: And Then…
- 1979: LA LA, Making It in L.A.
- 1986: Anfängerglück (Beginner’s Luck)
- 1990: They Came from Outer Space, Folge: Tennessee Lacey (TV-Serie, nur Animationssequenz)
- 2000: Frankly Caroline
- 2006: Radiant City (nur Animation)

## Auszeichnungen (Auswahl)
- 1973: Cristal d’Annecy auf dem Festival d’Animation Annecy für Frank Film
- 1974: Oscar in der Kategorie Bester animierter Kurzfilm für Frank Film